# Oliveriana brevilabia
Oliveriana brevilabia är en orkidéart som först beskrevs av Charles Schweinfurth, och fick sitt nu gällande namn av Robert Louis Dressler och Norris Hagan Williams. Oliveriana brevilabia ingår i släktet Oliveriana och familjen orkidéer. Inga underarter finns listade i Catalogue of Life.